# An Equine Hero (film 1912)
An Equine Hero è un cortometraggio muto del 1912 diretto da Otis Thayer (non accreditato).

## Produzione
Il film, che venne girato a Canon City in Colorado, fu prodotto dalla Selig Polyscope Company.

## Distribuzione
Distribuito dalla General Film Company, il film - un cortometraggio di una bobina - uscì nelle sale cinematografiche statunitensi il 3 settembre 1912.